# Bisdom Mansa

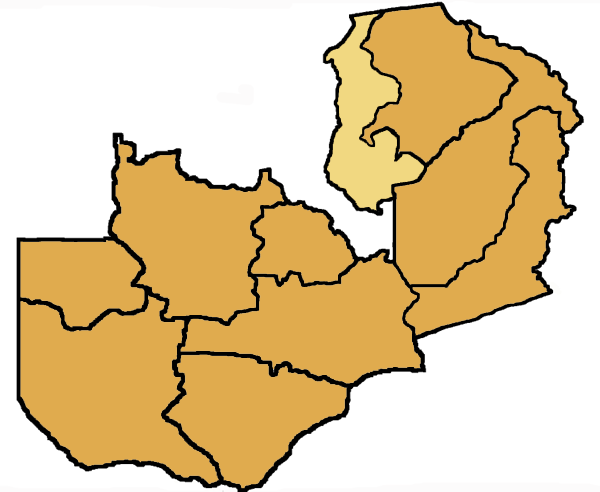
Het bisdom Mansa valt samen met de provincie Luapula

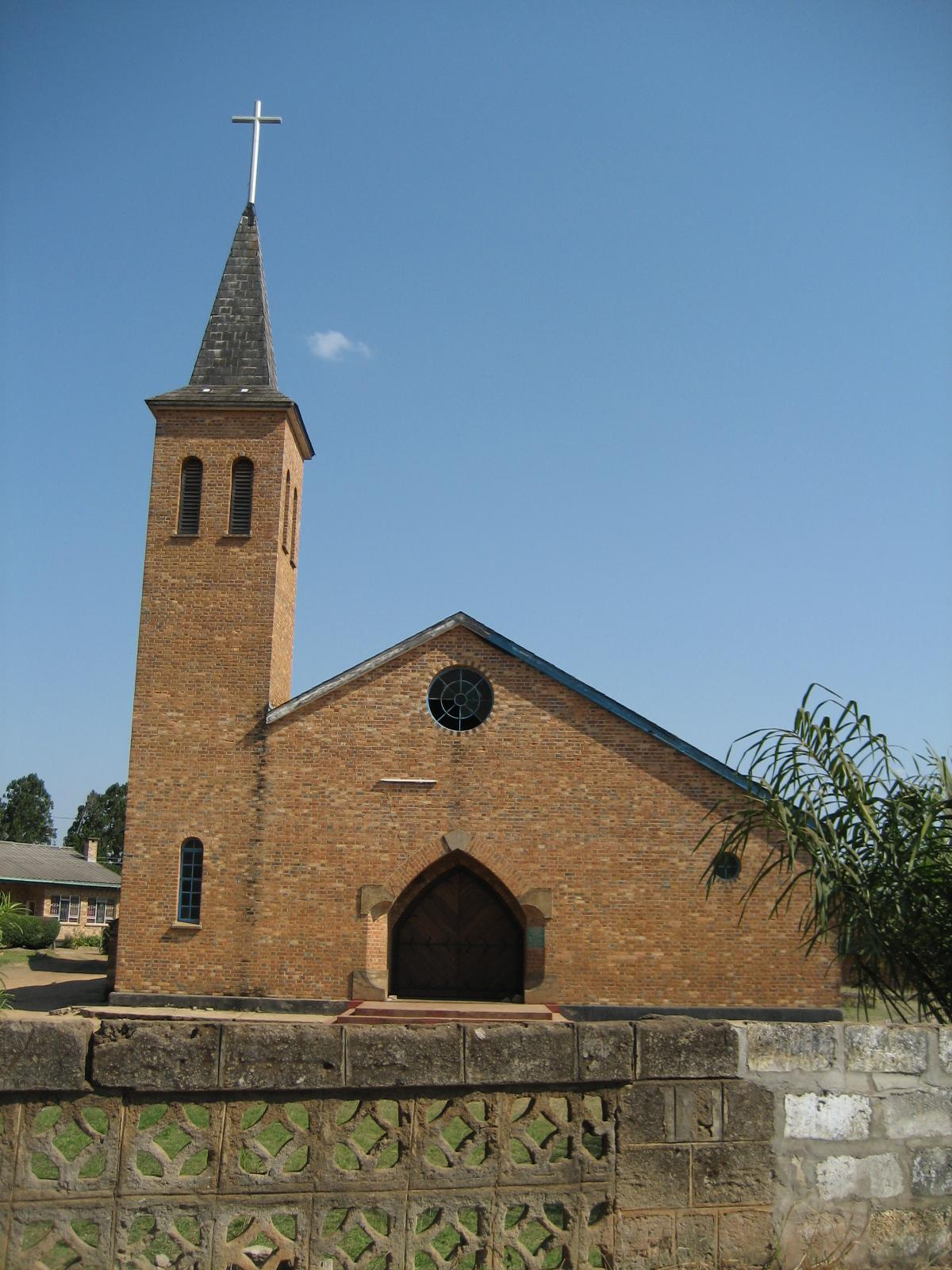
De rooms-katholieke kathedraal van Mansa

Het bisdom Mansa (Latijn: Dioecesis Mansaensis) is een rooms-katholiek bisdom met als zetel Mansa in Zambia. Het is een suffragaan bisdom van het aartsbisdom Kasama.
Het bisdom is ontstaan uit de apostolische prefectuur Fort Rosebery, opgericht in 1952. Dit werd in 1961 het bisdom Fort Rosebery en in 1967 kreeg het zijn huidige naam. De Franse witte pater René-Georges Pailloux, sinds 1952 bisschop van de apostolische prefectuur, werd de eerste bisschop. 
In 2019 telde het bisdom 27 parochies. Het bisdom heeft een oppervlakte van 44.000 km² en telde in 2019 1.064.000 inwoners waarvan 31,1% rooms-katholiek was. 

## Bisschoppen
- René-Georges Pailloux, M. Afr. (1967-1971)
- Elias White Mutale (1971-1973)
- James Mwewa Spaita (1974-1990)
- Andrew Aaron Chisha (1993-2009)
- Patrick Chilekwa Chisanga, O.F.M. Conv. (2013-)